# Mantuani
Mantuani je priimek več znanih Slovencev:
- Josip Mantuani (1860—1933), glasbeni in umetnostni zgodovinar, muzealec
- Ljudmila Dolar Mantuani (1906—1988), petrologinja